# Nissan Maxima

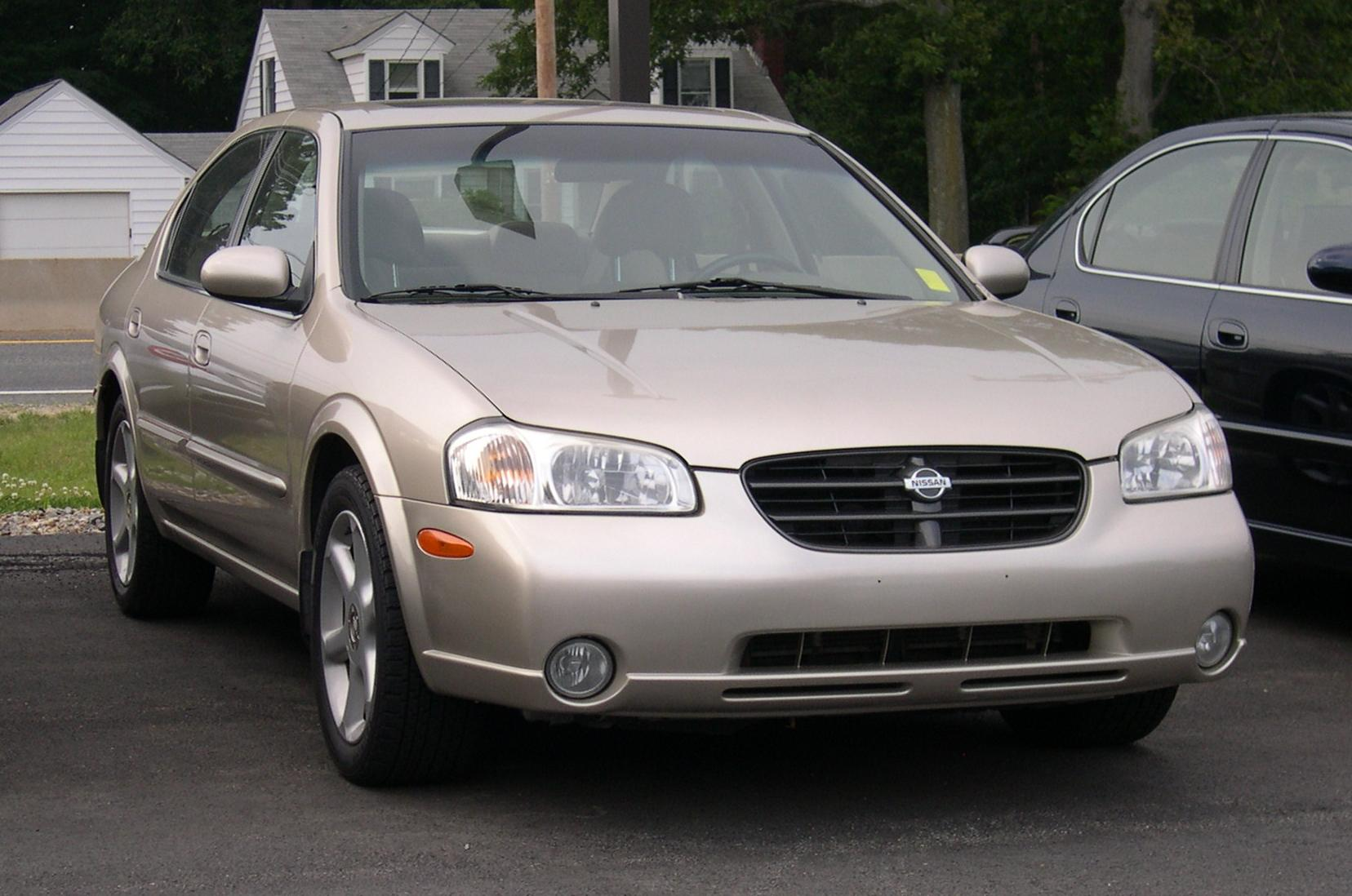
Nissan Maxima GXE av 2001 års modell.

Nissan Maxima började säljas i Sverige 1989. Detta var den tredje generationens Maxima och denna hade karossnamn J30. Generation ett och två såldes aldrig i Sverige.
J30 var en lyxbil med dåtidens mått och fanns endast med en 3 liters V6 på 170hk (VG30E) som motoralternativ. Bilen såldes oftast fullutrustad med allt från Cruise Control till eluppvärmda ytterbackspeglar. Ca 90% av alla Maxima som såldes mellan åren 1989 och 1994 var utrustade med automatlåda. Bilen fick bra betyg i många test, men blev ändå aldrig någon riktig storsäljare.
1995 lanserades nya Maxima, nu fanns den med två motoralternativ. En 3 liters V6 (nu med 24v och 204hk) samt en mindre 2 liters V6 med 140hk. Stora motorn såldes bara med automatlåda. I USA såldes Maximan dels som Nissanmodell, dels som Infiniti I30 (senare I35). I Asien marknadsfördes den som Nissan Cefiro.
2000 fick Maxima ny kaross igen och såldes med samma motoralternativ.
Maxima säljs fortfarande och är idag inne i sin sjätte generation. I Sverige säljs den dock inte sedan 2004.